# 川田希
川田 希（かわた のぞみ、1975年4月22日 - ）は、埼玉県出身の女優。血液型はB型。伊奈学園総合高等学校卒。スターダストプロモーション所属。以前は★☆北区つかこうへい劇団に所属していた。
1996年、劇団「ALBATOROSS」を旗揚げ。
2006年、演劇ユニット「FABRICA」を結成。
2007年、宝積有香と演劇ユニット「カニクラ」を結成。2014年、空想組曲の制作吉田隆太と演劇プロデュースユニット「LAUSU」を結成。

## 出演

### 映画
- CROSS（2001年）
- 蘇州の猫（2002年） - 三宅千早 役
- 踊る大捜査線 THE MOVIE 2 レインボーブリッジを封鎖せよ!（2003年） - 新人婦人警官・ガールズ7のメンバー 役
- ストロベリー・フィールド（2003年） - 主演
- 髑髏城の七人〜アカドクロ（2004年） - おのぞ 役
- 2番目の彼女（2004年） - ヒロイン 役（キャスティングも担当）
- UDON（2006年）
- 自虐の詩（2007年）
- 少林少女（2008年）
- 曲がれ!スプーン（2009年）
- 仮面ライダーW FOREVER AtoZ/運命のガイアメモリ（2010年） - 楠原みやび 役（友情出演）
- Pink SUBARU（2011年）
- MORE（2011年）
- アジアの純真（2011年）
- 墨田区京島3丁目（2011年）
- 踊る大捜査線 THE FINAL 新たなる希望（2012年） - 婦警 役
- さよなら渓谷（2013年）
- 沈まない三つの家(2013年)
- ジムノペディに乱れる　(2016年)
- 人魚の眠る家　(2018年)
- 今はちょっと、ついてないだけ　(2022年)

### テレビドラマ
NHK
- いらっしゃい（1996年）
- 星新一ショートショート 地球から来た男（2008年）
- この声をきみに 最終話（2017年）

日本テレビ
- 最後の弁護人（2003年）
- 斉藤さん（2008年）
- ギネ 産婦人科の女たち（2009年）
- イノセンス 冤罪弁護士(2019年)
- 二月の勝者-絶対合格の教室- 第7話（2021年11月27日、日本テレビ）- 大内成美 役
- GO HOME〜警視庁身元不明人相談室〜 第2話（2024年7月20日、日本テレビ）- 藤代陽子 役

TBS
- プリティガール（2002年）
- サマーレスキュー〜天空の診療所〜（2012年） - 三浦和美 役
- 刑事のまなざし（2013年） - 松下冴子 役

フジテレビ
- ほんとにあった怖い話（2004年）
- FIRE BOYS 〜め組の大吾〜（2004年）
- 人間の証明（2004年）
- 恋におちたら〜僕の成功の秘密〜（2005年）
- スローダンス（2005年）
- 飛鳥へ、そしてまだ見ぬ子へ（2005年）
- SP 警視庁警備部警護課第四係（2007年）
- 笑顔をくれた君へ〜女医と道化師の挑戦〜（2008年） - 山田陽子 役
- オトメン（乙男）（2009年）
- 夏の恋は虹色に輝く（2010年） - 陽菜の母・千恵 役
- 踊る大捜査線 THE LAST TV サラリーマン刑事と最後の難事件（2012年） - 婦警 役
- 医龍-Team Medical Dragon- 4（2014年）
- 癒し屋キリコの約束 第20回（2015年）
- 恋なんて、本気でやってどうするの？（2022年)第9話

テレビ朝日
- 燃えろ!!ロボコン（1999年） - まりなの母 役
- 百獣戦隊ガオレンジャー（2001年） - 看護婦 役
- ココだけの話（2001年）
- 雨と夢のあとに（2005年）
- 熟年離婚（2005年）
- 仮面ライダーW（2009年） - 楠原みやび 役
- 臨場 続章（2010年）
- 11人もいる!（2011年）
- 相棒（2014年） - 久保寺ゆきこ 役
- 泥濘の食卓（2023年） 第3話- 尾崎依子役
- もしも、イケメンだけの高校があったら（2022年）- 池田京香役

テレビ東京
- 水曜ミステリー9
- 森村誠一サスペンス 刑事の証明（2014年） - 池貝晴海 役
- 警視庁さくらポリス〜最強の姉妹捜査官〜（2016年） - 沢田多恵子 役
- 三匹のおっさん 3（2017年）

関西テレビ
- ハングリー!（2012年） - きなこ 役

東海テレビ
- 癒し屋キリコの約束（2015年)

毎日放送
- おちゃべり（2009年） - 望月みのり 役

TVQ九州放送
- ねこタクシー（2010年）

WOWOW
- 平成猿蟹合戦図（2014年）

### バラエティ
- NHKミニミニ映像大賞（2013年）

### 舞台
- つか版 北区 お笑い忠臣蔵（1995年）
- トランス（1996年）
- マントルプリンシアター「デビルマン」（1996年）
- ナイロン100℃「ライフ・アフター・パンク・ロック」（1997年）
- 東京タンバリン「春夏秋冬」（1998年）
- 東京タンバリン「盆と正月」（2000年）
- RUPプロデュース「デジャ・ヴュ」（2001年）
- KERA・MAP「暗い冒険」（2001年）
- innerchild「ハダノシタデ雪ガ降ル」（2002年）
- X-QUEST「血む娘」（2002年）
- 劇団本谷有希子「フィクショニア」（2002年）
- 劇団なす我儘「続・橘さん家の卓袱台」（2002年）
- 東京タンバリン「TANGO」（2002年）
- innerchild 「数神2」(2003年）
- 劇団本谷有希子「家族解散」（2003年）
- KERA・MAP「青十字」（2003年）
- 劇団☆新感線「髑髏城の七人〜アカドクロ」（2004年） - おのぞ 役
- 東京タンバリン「ヒトリシズカ」（2005年）
- Fabrica「10. 0.1」（2006年）
- クラクラプロデュース「恥ずかしながら、グッドバイ」（2007年）
- カニクラ「疚しい理由」（2007年、2008年）
- Fabrica「12.0.1」（2007年）
- Fabrica「11.0.1」（2008年）
- ハイバイ「ハイバイ オムニ出す」（2008年）
- カニクラ「おやすまなさい」（2009年）
- キレなかった14才♥りたーんず「学芸会レーベル」（2009年）
- DART'S「ロング・ミニッツ-The Long-Wrong Minutes-」（2009年）
- カニクラ「73&88」（2009年）
- DART'S「In The PLAYROOM」（2009年、2010年）
- Nプロジェクト「ファンタジア」（2009年）
- 柿食う客「The Heavy User／ヘビー・ユーザー」（2010年）
- ファインベリー「守り火」（2010年）
- 空想組曲「変則短篇集 組曲『空想』」（2010年）
- キリンバズウカ「ログログ」（2010年）
- DART'S「The Lifemaker」（2010年）
- 空想組曲「ドロシーの帰還」（2011年）
- 「Art for Tomorrow―震災復興支援チャリティ展―」（2011年）
- 空想組曲「遠ざかるネバーランド」（2011年）
- キャラメルボックス×柿喰う客アナザーフェイス「ナツヤスミ語辞典」（2011年）
- バナナ学園純情乙女組「六本木姦姦娘純情乙女の陵辱Xデー!!!!」（2011年）
- 空想組曲「深海のカンパネルラ」（2012年）
- 空想組曲「変則短篇集 組曲『回廊』」（2012年）
- 劇団チョコレートケーキ「あの記憶の記録」（2012年、2013年）
- ミクニヤナイハラプロジェクト「静かな一日」（2013年）
- 空想組曲「虚言の城の王子」（2013年）
- オーストラ・マコンドー「岸田國士原作コレクション」（2013年）
- 空想組曲「変則短篇集 組曲『空想』」(再演)（2013年）
- 劇団チョコレートケーキ「楽屋 -流れ去るものはやがてなつかしき-」（2014年）
- LAUSU「青年Kの矜持」（2014年）
- 少年社中「ネバーランド」（2014年）
- ミクニヤナイハラプロジェクト「桜の園」（2014年）
- グラウンド02「俺たちなりの、旅。」（2015年）
- 演劇「戦略的な孤独」日タイバージョン（2015年）[2]
- DART'S　#004「賢者の惡計」（2016年）
- ミクニヤナイハラプロジェクト『東京ノート』（2016年）
- ホチキスプロデュース『HUNGRY〜伝説との距離〜』（2016年）
- 烏鎮演劇祭参加ミクニヤナイハラプロジェクト『桜の園』（中国にて上演）（2016年）
- 空想組曲「組曲『遭遇』」（2016年）
- アジア女性舞台芸術会議『ファミリー』（2016年）
- BuzzFestTheaterプロデュース「アイバノ☆シナリオ」(2017年）
- JACROW「骨と肉」（2017年・2025年）[3]
- ミクニヤナイハラプロジェクト「静かな一日」（メキシコ・セルバンティーノ芸術祭参加）（2018年）
- ニブロール「悲劇のヒロイン」(2019年)
- ピウス企画「ヒューマンエラー」（2019年）
- 「忘れてもらえないの歌」（2019年）
- 鵺的「バロック」（2020年）
- JACROW「常闇、世を照らす」（2020年）
- JACROW「鶏口牛後」　(2022年)
- CoRich舞台芸術！プロデュース【名作リメイク】「イノセント・ピープル〜原爆を作った男たちの65年〜」（2024年）[4]
- あやめ十八番「雑種 小夜の月」（2024年）[5]
- CCCreation Presents「近松心中物語」（2025年公演予定）[6]

### CM
- NTTドコモ九州「臼杵編」
- オリックス生命保険「決め手は3つ」・「あなたのための進化」
- 花王「薬用チェック」
- 角川書店「エ・アロール」
- シャープ「アイプリメーラ」
- 十六銀行「Qローン」
- ナショナル「スチームオーブンレンジ」
- ハウス食品「フルーチェ」
- ベネッセコーポレーション「数トレ・脳トレ」
- ユニ・チャーム「ムーニーマン はいはい用」

### ラジオ
- 川田希のHAPPY&LUCKY（2001年 - 2002年） - パーソナリティ

### WEB
- アサヒフードアンドヘルスケア「パーフェクトコラーゲン」
- クレハ「きょうのおむすび」